# Costanza d'Arles
Costanza d'Arles o di Provenza, in francese Constance (Arles, 27 marzo 988 circa – Melun, 25 luglio 1032) fu, come terza moglie del re di Francia, Roberto II, detto il Pio, regina consorte dal 1003 al 1031.

## Origine
Era figlia, secondo Hugonis Floriacensis, Liber qui Modernorum Regum Francorum continet Actus 9, del conte d'Avignone, conte di Provenza e marchese di Provenza, Guglielmo I e di Adelaide d'Angiò (947 - 1026), figlia del Conte d'Angiò e poi, conte di Nantes e duca di Bretagna, Folco II (secondo Hugonis Floriacensis, Liber qui Modernorum Regum Francorum continet Actus 9, Adelaide era la sorella del conte d'Angiò, Goffredo detto Grisegonelle, figlio di Folco II secondo la Chronica de Gesta Consulum Andegavorum, Chroniques d'Anjou) e di Gerberga (secondo lo storico Maurice Chaume era figlia del Visconte Goffredo d'Orleans).
Guglielmo I di Provenza era figlio del conte d'Arles, conte di Avignone e conte di Provenza, Bosone II di Provenza (come ci viene confermato dal documento nº 29 del Cartoulaire de l'abbaye de Saint-Victor de Marseille e di Costanza (come ci conferma il monaco e storico benedettino dell'Abbazia di Montmajour, Dom Chantelou, nel suo Histoire de Monmajour, Revue Historique de Provence, 1ère année, a pag. 37), che per numerosi storici era Constanza di Provenza (920/30-dopo il 963), la figlia del conte di Vienne, Carlo Costantino. Che Costanza sia la figlia di Carlo Costantino non v'è certezza. Secondo alcuni storici che sia la figlia di Carlo Costantino solo per il fatto di avere tale nome che in precedenza nella Provenza non era usato, mentre per altri che hanno confutato tale tesi in quanto in vari documento dell'abbazia di Cluny, si trovano donne con tale nome (il nº 45, il nº 390, il nº 530, il nº 582 e il nº 683), Costanza di Provenza era sorellastra di Carlo Costantino, figlia di suo padre Ludovico e la seconda moglie Adelaide.

## Biografia

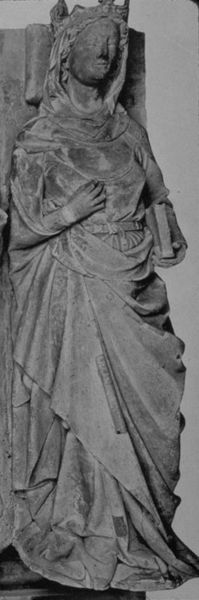
Statua funeraria di Costanza d'Arles

Nel 1003, Costanza divenne regina di Francia, come ci viene confermato sia dalla Chronica Albrici Monachi Trium Fontium che dal Chronicon Hugonis, monachi Virdunensis et divionensis abbatis Flaviniacensis I, sposando il re di Francia Roberto II il Pio (972-1031).
Costanza era la terza moglie di Roberto, che, in prime nozze, aveva sposato Rozala d'Ivrea, per la dote che portava, e poi ripudiata. In seconde nozze, nel 996, aveva sposato la cugina, Berta di Borgogna, contro il volere di papa Gregorio V, che, nel 999, aveva scomunicato sia lui che Berta, e, l'anno dopo (1000) il papa Silvestro II aveva annullato il matrimonio per consanguineità, ritenendo ancora valido il primo matrimonio con Rosala. Nel 1003, Rosala era morta e Roberto, rimasto vedovo, in quello stesso anno aveva sposato Costanza. Secondo il monaco cluniacense e cronista, Rodolfo il Glabro il matrimonio avvenne all'incirca nell'anno 1000, e, sempre secondo Rodolfo il Glabro, Costanza, alla corte di Francia, fu poco amata, sia per i suoi costumi, sia per la condotta che per l'abbigliamento, più liberi, tipici delle corti degli stati meridionali, considerati poco virtuosi dai benpensanti (tanto che intervenne Guglielmo da Volpiano a redarguire il re e tutta la corte), sia per il suo carattere intrigante e crudele (sembra che Costanza avesse fatto accecare il suo confessore accusato di eresia). Sempre secondo Rodolfo il Glabro, Costanza era stata calunniata da un certo Ugo di Beauvais, che conquistata la fiducia del re era stato nominato conte palatino ed era riuscito a farla allontanare da corte. Non molto tempo dopo, nel 1008, sempre secondo Rodolfo il Glabro, il conte d'Angiò, Folco III Nerra, parente della regina inviò venti cavalieri ad assassinare Ugo di Beauvais, mentre era a caccia con re Roberto. Il conte d'Angiò poi dette rifugio e protezione ai cavalieri, ma alla fine dovette consegnarli a re Roberto.
In questo periodo, mentre tentava di liberarsi di lei, il re aveva ripreso a frequentare, Berta, la precedente moglie e si era recato anche a Roma da papa Sergio IV per ottenere l'annullamento, ma tutto fu invano Costanza continuò ad essere formalmente regina di Francia.
Dopo questi avvenimenti, Patrick van Kerrebrouck, nel suo Les Capétiens, 987-1328 (Villeneuve d'Asq), a pag. 57 sostiene che, nel 1009, Costanza era rientrata a corte e nelle grazie del re. 

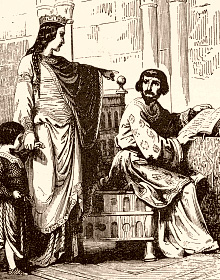
Costanza d'Arles

Nel 1017 Roberto II associò al trono il figlio maggiore Ugo, di dieci anni d'età, e lo fece incoronare nel palazzo reale di Compiègne; però Ugo, spinto dalla madre, Costanza, tra il 1024 ed il 1025, si ribellò; infine si sottomise ed ottenne di avere un reale potere, che esercitò molto bene tanto che fu chiamato Ugo il Grande. Ma, dopo pochi mesi, morì e fu inumato nella chiesa del beato martire Cornelio, dove era stato incoronato a Compiègne.
Dopo la morte, di Ugo, Roberto II il Pio, avrebbe voluto associare al trono il maschio secondogenito, Enrico mentre Costanza d'Arles avrebbe preferito incoronare il fratello minore, Roberto, in quanto Enrico era già duca di Borgogna. Alla fine prevalse la volontà del padre ed Enrico venne incoronato re di Francia nella cattedrale di Reims il 14 maggio 1027.
Nel 1030, Roberto ed il fratello Enrico, sempre spinti da Costanza, si ribellarono al loro padre, il re Roberto II, conquistando alcuni castelli; Roberto II reagì, raccolse un esercito e andò in Borgogna, dove ne seguì una guerra civile, che arrecò grandi devastazioni; dopo aver consultato Guglielmo da Volpiano, che gli ricordò le sue ribellioni contro il padre, re Roberto ammise le sue colpe e i tre fecero la pace.
Alla morte del padre, nel 1031, la regina madre Costanza, spalleggiata dal conte Oddone II di Blois, capeggiò una rivolta per poter mettere sul trono Roberto al posto dell'altro figlio, Enrico, già incoronato quattro anni prima. La regina madre si impossessò di Senlis, Dammartin, Le Puiset, Poissy e Sens, donata per metà a Oddone II (come compenso per l'appoggio ricevuto). Enrico, con il sostegno decisivo del duca di Normandia, Roberto I il Magnifico, si difese con vigore, riprese alcune città, costrinse la madre e il fratello alla pace (secondo Rodolfo il Glabro il merito degli accordi di pace andò soprattutto al conte d'Angiò, Folco III Nerra, che redarguì la cugina e la condusse a più miti consigli) e mantenne il trono, cedendo però al fratello, Roberto, il ducato di Borgogna, che ormai, da quasi trent'anni, era legato alla corona di Francia. Nel 1032, Roberto divenne il Duca di Borgogna Roberto I.
Dopo aver ottenuto il ducato per Roberto, Costanza fu allontanata dalla corte di Francia dal figlio, il re Enrico I e si ritirò a Melun, dove morì, tra il 22 luglio, secondo gli Obituaires de Sens Tome I.1, Abbaye de Saint-Germain-des-Prés (XI Kal Aug obiit......regina Constancia e 25 dello stesso mese, secondo gli Obituaires de Sens Tome I.1, Prieuré d'Argenteuil (VIII Kal Aug......Constancia regina) del 1032.
Costanza fu sepolta nella Basilica di Saint-Denis accanto al marito, Roberto II.

## Figli
Constanza diede a Roberto II sette figli:
- Edvige o Adela (circa 1003-ca. 1063), che secondo il Chronici Hugonis Floriacensis aveva sposato (nel 1015[27]) Rinaldo Idi Nevers[28](c.1000-1040), conte di Nevers (1028-1040)
- Ugo detto il Grande (1007-1025), associato al regno (1017-1025)[29].
- Enrico I[1] (circa 1009-1060), duca di Borgogna (1017-1032) e re di Francia (1031-1060).
- Adele o Adelaide (1009-1079), fidanzata (1027) al duca Riccardo III di Normandia (1001-1027, assassinato). Nel 1028, sposò il conte Baldovino V delle Fiandre (1012-1067), come ci viene confermato sia dalla Chronica Albrici Monachi Trium Fontium[30]
- Roberto[1] (1011-1076) conte di Langres dal 1027 e duca di Borgogna dal 1032.
- Oddone o Eudes[1] (1013-1056 circa) forse malato di mente[31], verso il 1040, complottò contro il fratello, Enrico I, ma, assediato in un castello, venne catturato e fu imprigionato a Orléans, dove la porta della prigione venne murata[32]; dopo essere stato liberato, collaborò con il fratello Enrico, partecipando alla guerra contro il duca di Normandia. Guglielmo il Conquistatore, come ci conferma il monaco e cronista inglese, Orderico Vitale (Henricum regem......Odonem fratrem suum)[33].
- Constanza[18] (1014-?), sposò Manasse di Dammartin (?-1037).

## Ascendenza
|                         |                 |                              | Genitori            |  |  | Nonni |  |  | Bisnonni               |  |  | Trisnonni      |  |
|                         |                 |                              |                     |  |  |       |  |  | Rotboldo I di Provenza |  |  | Bosone d'Arles |  |
|                         |                 |                              |                     |  |  |       |  |  | Rotboldo I di Provenza |  |  | Bosone d'Arles |  |
|                         |                 | …                            |                     |  |  |       |  |  | Rotboldo I di Provenza |  |  |                |  |
| Bosone II di Provenza   |                 |                              |                     |  |  |       |  |  | Rotboldo I di Provenza |  |  |                |  |
|                         |                 | …                            | …                   |  |  |       |  |  |                        |  |  |                |  |
|                         |                 | …                            | …                   |  |  |       |  |  |                        |  |  |                |  |
|                         |                 | …                            | …                   |  |  |       |  |  |                        |  |  |                |  |
| Guglielmo I di Provenza |                 | …                            |                     |  |  |       |  |  |                        |  |  |                |  |
|                         |                 | Carlo Costantino di Vienna   | …                   |  |  |       |  |  |                        |  |  |                |  |
|                         |                 | Carlo Costantino di Vienna   | …                   |  |  |       |  |  |                        |  |  |                |  |
|                         |                 | Carlo Costantino di Vienna   | …                   |  |  |       |  |  |                        |  |  |                |  |
| Costanza di Vienna      |                 | Carlo Costantino di Vienna   |                     |  |  |       |  |  |                        |  |  |                |  |
|                         |                 | Thiberge de Troyes           | …                   |  |  |       |  |  |                        |  |  |                |  |
|                         |                 | Thiberge de Troyes           | …                   |  |  |       |  |  |                        |  |  |                |  |
|                         |                 | Thiberge de Troyes           | …                   |  |  |       |  |  |                        |  |  |                |  |
| Costanza d'Arles        |                 | Thiberge de Troyes           |                     |  |  |       |  |  |                        |  |  |                |  |
|                         | Folco I d'Angiò | …                            |                     |  |  |       |  |  |                        |  |  |                |  |
|                         | Folco I d'Angiò | …                            |                     |  |  |       |  |  |                        |  |  |                |  |
|                         | Folco I d'Angiò | …                            |                     |  |  |       |  |  |                        |  |  |                |  |
| Folco II d'Angiò        | Folco I d'Angiò |                              |                     |  |  |       |  |  |                        |  |  |                |  |
|                         |                 | Rosalia di Loches            | Ingelger            |  |  |       |  |  |                        |  |  |                |  |
|                         |                 | Rosalia di Loches            | Ingelger            |  |  |       |  |  |                        |  |  |                |  |
|                         |                 | Rosalia di Loches            | Aelindis            |  |  |       |  |  |                        |  |  |                |  |
| Adelaide d'Angiò        |                 | Rosalia di Loches            |                     |  |  |       |  |  |                        |  |  |                |  |
|                         |                 | Geoffrey, Visconte d'Orléans | Guarniero di Loches |  |  |       |  |  |                        |  |  |                |  |
|                         |                 | Geoffrey, Visconte d'Orléans | Guarniero di Loches |  |  |       |  |  |                        |  |  |                |  |
|                         |                 | Geoffrey, Visconte d'Orléans | Tescende            |  |  |       |  |  |                        |  |  |                |  |
| Gerberga d'Orleans      |                 | Geoffrey, Visconte d'Orléans |                     |  |  |       |  |  |                        |  |  |                |  |
|                         |                 | Ada d'Auvergne               | …                   |  |  |       |  |  |                        |  |  |                |  |
|                         |                 | Ada d'Auvergne               | …                   |  |  |       |  |  |                        |  |  |                |  |
|                         |                 | Ada d'Auvergne               | …                   |  |  |       |  |  |                        |  |  |                |  |
|                         |                 | Ada d'Auvergne               |                     |  |  |       |  |  |                        |  |  |                |  |

### Fonti primarie
- (LA)  Cartoulaire de Marseille Saint-Victor Tome II.
- (LA)  Cartoulaire de Marseille Saint-Victor Tome I.
- (LA)  Recueil des Chartes de l'Abbaye de Cluny, tome I.
- (LA)  Recueil des Chartes de l'Abbaye de Cluny, tome III.
- (LA)  Rerum Gallicarum et Francicarum Scriptires, tomus IX.
- (LA)  Rodulfi Glabri Historiarum Libri Quinque.
- (LA)  Monumenta Germaniae Historica, Scriptores, tomus IX.
- (LA)  Monumenta Germaniae Historica, Scriptores, tomus XXIII.
- (LA)  Monumenta Germaniae Historica, Scriptores, tomus VIII.
- (LA)  Rerum Gallicarum et Francicarum Scriptires, tomus X.
- (LA)  Obituaires de Sens Tome I.1.
- (LA)  Chroniques des comtes d'Anjou.
- (LA)  Saeculum XII. Orderici Vitalis,... Historia ecclesiastica.

### Letteratura storiografica
- Louis Halphen, "Francia: gli ultimi carolingi e l'ascesa di Ugo Capeto (888-987)", cap. XX, vol. II (L'espansione islamica e la nascita dell'Europa feudale) della Storia del Mondo Medievale, 1979, pp. 636–661.
- Louis Halphen, "La Francia dell'XI secolo", cap. XXIV, vol. II (L'espansione islamica e la nascita dell'Europa feudale) della Storia del Mondo Medievale, 1979, pp. 770–806.
- (FR)  Preuves de l'Histoire Générale de Languedoc, tome III.